# Турмов, Геннадий Петрович
Геннадий Петрович Турмов (28 августа 1941, Подгорное — 11 ноября 2020, Владивосток) — советский и российский судостроитель, краевед, педагог и общественный деятель. Доктор технических наук, профессор. Ректор Дальневосточного государственного технического университета (1992—2007), его президент (2007—2010). Заслуженный деятель науки и техники Российской Федерации (1994). Лауреат премии Президента Российской Федерации (2000). Почётный гражданин Владивостока.

## Биография
Родился 28 августа 1941 года в селе Подгорное Воронежской области (ныне — в черте Воронежа). Отец, Пётр Турмов, работал шахтёром, мать была домохозяйкой. В семье было шестеро детей.
В 1946 году вместе с семьёй Геннадий переехал на Дальний Восток. Окончил 13-ю школу в Уссурийске. В 1966 году с отличием окончил кораблестроительный факультет ДВПИ имени В. В. Куйбышева. После окончания вуза в 1958—1966 годы работал слесарем-судоремонтником, затем преподавателем средней школы, ответственным секретарем многотиражной газеты. В 1966—1969 годы работал на судоремонтном заводе под Казанью, куда его направили по распределению, мастером, затем технологом.
В 1969—1991 годы служил в ВМФ СССР. Служил на Черноморском флоте, затем на Тихоокеанском. После срочной службы перешёл на научную и преподавательскую работу в ТОВВМУ, где работал около 20 лет. Уволился в запас в звании капитана 1-го ранга с должности заместителя начальника ТОВВМУ.
В 1991 году, по приглашению ректора вуза Н. Г. Храпатого, перешёл на работу в ДВПИ, где стал проректором по научной работе. Три месяца спустя, в 1992 году сменил ушедшего из жизни Н. Г. Храпатого на посту ректора. Тогда же ДВПИ был переименован в ДВГТУ имени В. В. Куйбышева. В 2007 году уступил ректорство Анвиру Фаткулину, а сам стал президентом университета. На последнем посту оставался до 2010 года, когда ДВГТУ был присоединён к ДВФУ.
Депутат Приморского краевого совета последнего созыва (1990—1993). Депутат Законодательного собрания Приморского края (2003—2007). В 2007—2012 годах — депутат Думы города Владивостока III созыва. В 2008 году выдвигал свою кандидатуру на выборах мэра Владивостока от КПРФ, занял второе место (34 тысячи голосов избирателей, 32,90 %), уступив Игорю Пушкарёву.
Сфера научных интересов Г. П. Турмова — проблемы коррозии и прочности сварных судовых конструкций, судоремонта, архитектуры кораблей и судов, вопросы высшего образования, истории. Он является автором более 700 работ, из них свыше 90 монографий, учебников и учебных пособий. Около 50 его книг и статей опубликованы на иностранных языках — английском, корейском, китайском и японском. Имеет 19 патентов и авторских свидетельств на изобретения.
Увлекался историей и филокартией. В последние годы активно занимался краеведческой деятельностью. Две краеведческие книги Г. П. Турммова, выпущенные издательством ДВГТУ — «Китай на почтовых открытках: 100 лет назад» и «Владивосток на почтовых открытках» (кн.4) были отмечены дипломами Ассоциации книгоиздателей на конкурсе «Лучшие книги года».
Умер во Владивостоке 11 ноября 2020 от рака. Похоронен во Владивостоке на Лесном кладбище.

## Членство в организациях
- председатель Дальневосточного регионального учебно-методического центра
- вице-президент Российской ассоциации инженерного образования
- член Международной ассоциации президентов университетов
- член Мониторингового комитета Международного общества по инженерной педагогике
- президент Профессорского клуба, имеющего статус клуба ЮНЕСКО
- академик Международной академии наук высшей школы
- академик Российской академии транспорта
- академик Российской инженерной академии
- действительный член Нью-Йоркской академии наук и ряда других др. научных организаций.

## Награды
- Орден «За заслуги перед Отечеством» IV степени (2 октября 1999 года) — за заслуги в научно-педагогической деятельности и многолетний добросовестный труд[2]
- Орден «Знак Почёта»
- Орден «За службу Родине в Вооружённых Силах СССР» III степени
- Медаль Пушкина (27 октября 2003 года) — за достигнутые трудовые успехи и многолетнюю плодотворную работу[3]
- 22 медали СССР и РФ
- Заслуженный деятель науки и техники Российской Федерации (17 января 1994 года) — за заслуги в научной деятельности[4]
- Почётный гражданин Владивостока
- Почётный работник высшего профессионального образования Российской Федерации
- Премия Президента Российской Федерации в области образования за 1999 год (30 сентября 2000 года) — за разработку и внедрение научно-методического обеспечения совершенствования инженерного образования и создание системы подготовки и повышения квалификации преподавателей технических высших учебных заведений[5].
- Национальная премия Петра Великого
- лауреат золотой медали Ассоциации содействия промышленности Франции
- лауреат литературной премии им. В. Маяковского,
- лауреат премии им. М. В. Ломоносова
- 35 общественных и 10 иностранных орденов и медалей
- именной наградной кортик

## Семья
Со своей супругой Г. П. Турмов обучался в одном вузе. Их дочь по профессии библиотекарь. Сын окончил ДВГТУ и работает в территориальном органе Федерального казначейства.